# Atlantic Petroleum (Estados Unidos)
A Atlantic Petroleum foi uma empresa estadunidense do setor de petróleo, com sede na Filadélfia, Pensilvânia. Em 1993, a Ipiranga comprou a rede de postos da Atlantic no Brasil.